# 早雲寺
早雲寺（そううんじ）是位在日本神奈川縣足柄下郡箱根町的寺院，臨濟宗大德寺派別格地。山號「金湯山」（きんとうざん）。本尊釋迦如來・文殊菩薩・普賢菩薩、開基（創立者）為北條氏綱、開山（初代住持）為以天宗清。寺內有後北條氏5代之墓、連歌師・宗祇供養塔。

## 關連項目
- 北條早雲

## 外部連結
- 早雲寺 （页面存档备份，存于）